# Максимчук Володимир Михайлович

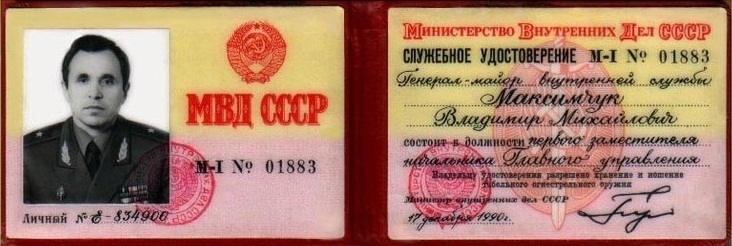
Службове посвідчення першого заст. нач. головного управління ГУ МВС СРСР
Володимира Максимчука 1990 рік

Володимир Михайлович Максимчук (8 червня 1947, село Доброводи, Збаразький район, Тернопільська область — 22 травня 1994) — генерал-майор внутрішньої служби, перший Герой Російської Федерації серед пожежників, удостоєних цієї нагороди в мирний час.

## Біографія
Народився в сім'ї селян, закінчив Львівське пожежно-технічне училище і Вищу інженерну пожежно-технічну школу МВС СРСР.
В 1968 році вступив до комсомолу ВЛКСМ, член КПРС.
Пройшов шлях від лейтенанта внутрішньої служби, начальника караулу 2-ї воєнізованої пожежної частини Управління пожежної охорони Москви до генерал-майора внутрішньої служби, першого заступника начальника Головного управління пожежної охорони (ГУПОиСПАСР) МВС СРСР.
З травня 1968 р. по грудень 1980 р. працював у московському гарнізоні пожежної охорони, з січня 1981 р. по червень 1992 р. в Головному управлінні пожежної охорони МВС СРСР; у 1992-1994 рр. — начальник Управління пожежної охорони ГУВС Москви.
Довгі роки був головою президії російської Федерації пожежно-прикладного спорту.
В квітні 1994 року Червоний Хрест Швеції запропонував Максимчуку, вже смертельно хворому, останню спробу вижити. Він прийняв пропозицію і терміново вилетів в Стокгольм. Помер 22 травня 1994 року у Москві. Смерть настала в результаті променевої хвороби, отриманої при ліквідації пожежі на ЧАЕС.

### Служба
- З жовтня 1965 року по квітень 1968 року навчався у Львівському пожежно-технічному училищі;
- У травні 1968 року призначений на посаду начальника караулу 2-ї ВПЧ (воєнізованої пожежної частини) Управління пожежної охорони (УПО) Москви;
- З вересня 1968 року по жовтень 1969 року — заступник начальника (заступник командира команди) 2-ї ВПЧ;
- З жовтня 1969 року по березень 1973 року — начальник (командир команди) 50-ї ВПЧ;
- З березня 1973 року по вересень 1976 року — заступник начальника 1-го загону (заступник командира дивізіону), начальник штабу в/ч 5111;
- З вересня 1976 року по лютий 1978 року — заступник начальника 12-го загону, (заступник командира дивізіону), начальник штабу Навчального полку, в/ч 5103;
- З лютого 1978 по серпень 1978 року — заступник командира — начальник штабу Навчального полку ВПО УПО ГУВС Мосміськвиконкому, в/ч 5104;
- З серпня 1978 року по грудень 1980 року — начальник відділення бойової підготовки штабу Управління пожежної охорони (УПО) Головного управління внутрішніх справ (ГУВС) Москви, в/ч 5116;
- З грудня 1980 року — відряджений у розпорядження Головного управління пожежної охорони (ГУПО) МВС СРСР, де й став служити до березня 1985 року — на посаді заступника начальника оперативно-тактичного відділу (начальника оперативно-тактичного відділу пожежогасіння та пожежної техніки — при зміні штатного розкладу);
- З березня 1985 року по березень 1989 року — начальник оперативно-тактичного відділу (начальник оперативно-тактичного відділу пожежогасіння та пожежної техніки — при зміні штатного розкладу);
- З березня 1989 року по січень 1990 року — заступник начальника Головного управління пожежної охорони МВС СРСР;
- З січня 1990 року по серпень 1991 року — Перший заступник начальника Головного управління пожежної охорони МВС СРСР;
- З серпня 1991 року по червень 1992 року — Перший заступник начальника Головного управління пожежної охорони та аварійно-рятувальних робіт МВС СРСР;
- З червня 1992 по травень 1994 роки очолював Управління пожежної охорони Москви.

### Родина
- Дружина — Людмила Вікторівна Максимчук
- Дочка — Марія Володимирівна Максимчук

## Професійна діяльність

### Об'єкти, великі пожежі, надзвичайні ситуації
- Олімпіада в Москві, 1980 р.;
- Підземна пожежа на станції метро «Жовтнева», Москва, 1981 р.;
- Великі пожежі в готелі «Росія», Москва, 1977 та 1987 рр.;
- Радіаційна катастрофа на Чорнобильській АЕС, 1986 р.;
- Землетрус у Вірменії, трагедія Спітака і Ленінакана, 1988 р.;
- Велика аварія на продуктопроводі Урал — Західний Сибір, 1988 р.;
- Хімічна катастрофа на комбінаті мінеральних добрив в Йонаві, Литва, 1989 р.;
- Складна пожежа на нафтопереробному заводі у Капотне, Москва 1989 р.;
- Суспільно-політичний конфлікт в Нагірному Карабасі, 1990 р.;
- Політична ситуація в Баку, 1990 р.;
- Політична ситуація в 1991 р. у Москві;
- Пожежі в Останкіно, Білому домі і мерії в 1993 р.;
- Пожежа у 25-поверховому житловому будинку на проспекті Маршала Жукова в 1993 р.;
- Трагедія-пожежа на Дмитрівському шосе в 1993 р. і т. д.

### Пожежа на Чорнобильській АЕС: керівництво і тактика
Максимчук керував гасінням пожеж будь-якого ступеня складності в Москві і десятках регіонів СРСР. Пожежа на Чорнобильській атомній електростанції сталася в ніч з 22 на 23 травня 1986 року. Підполковник внутрішньої служби, начальник оперативно-тактичного відділу ГУПО МВС СРСР, член Урядової комісії, Володимир Максимчук, який керував зведеним загоном пожежники по охороні Чорнобильської АЕС, взяв на себе керівництво пожежею, що виникла в кабельних тунелях (галереях) четвертого енергоблоку. У складних тактико-психологічних умовах він зумів точно оцінити обстановку, провести оперативну розвідку осередку загоряння та організувати гасіння.

### Впровадження реформи, перетворення
- ініціативне новаторство по створенню ефективної загальнодержавної системи безпеки і боротьби з аваріями, катастрофами і стихійними лихами — вітчизняної аварійно-рятувальної служби екстреного реагування на надзвичайні ситуації на базі протипожежної служби (на рубежі 1989-1991 рр.), що стала прототипом сучасного МНС;
- Налагодження випуску новітньої пожежної техніки, пожежно-технічного озброєння та аварійно-рятувального обладнання;
- Серія перемог радянських і російських спортсменів у пожежно-прикладному спорті на світовій арені; постановка питань пожежно-прикладного спорту на принципово нову основу (1980-ті рр.);
- Відрядження по обміну досвідом в Польщу, Угорщину, Чехословаччину, Німеччину, Кубу, США, Данію, Австрію, Фінляндію (1980-1990-ті рр..); в Мемфісі, штат Теннессі (1991 р.), Володимиру Михайловичу вручили символічний ключ від міста і сертифікат, що засвідчує титул почесного громадянина міста з усіма привілеями і правами;
- Ліквідація «білих плям» на протипожежній карті столиці — прийняття 9 листопада 1993 року генерального плану про будівництво в столиці нових 47 депо (1992-1994 рр.);
- Будівництво і введення в дію 25 нових пожежних депо (1993-1994 рр.);
- Розробка проекту створення в Москві сучасного Навчального центру підготовки пожежних фахівців (1993 р.);
- Розробка новітніх зразків пожежної техніки для роботи в надзвичайних умовах та на великих висотах (1990-ті рр.);
- Створення вертолітного пожежної служби — першої в Росії (1994 р.);
- Оновлення парку спецтехніки, створення нових зразків технічного озброєння, що дозволяють вирішувати нелегкі питання протипожежного захисту столиці (1992-1994 рр.);
- Підготовка до здачі в експлуатацію та початок роботи сучасного комплексу служби «01» — Центру управління силами та засобами пожежної охорони (ЦУСС) (1993 р.);
- Будівництво та ведення в дію Навчального центру підготовки пожежних фахівців, конкурентоспроможного з закордонними аналогами (1993-1994 рр.);
- Створення регіонального спеціалізованого загону з гасіння великих і найбільш небезпечних пожеж, оснащеного сучасною аварійно-рятувальною технікою (1993 р.);
- Подолання бар'єру висотності будівель (1992-1994 рр.);
- Розширення і зміцнення міжнародних зв'язків Москви (1992-1994 рр.);
- Проведення структурної перебудови УПО Москви, об'єднані зусилля двох основних напрямків діяльності: служби пожежогасіння та Держпожнагляду; створені передумови для становлення місцевих гарнізонів ДПС з урахуванням територіального поділу на адміністративні округи (1994 р.);
- Активну участь у розробці законопроекту «Про пожежну безпеку», інших документів і норм, підготовлений перехід гарнізону на контрактну службу (1992-1994 рр.).

## Нагороди
- Указом Президента РФ № 1493 від 18 грудня 2003 року Максимчуку Володимиру присвоєно звання Героя Російської Федерації (посмертно);
- Орден Червоної Зірки (1989);
- Орден «За особисту мужність» (1993);
- Медаль «За військову доблесть в ознаменування сторіччя з дня народження В.І. Леніна»;
- Дві медалі «За відвагу на пожежі»;
- Медалі «За бойові заслуги», «За бездоганну службу» 1-ї, 2-ї і 3-го ступенів, «Ветеран праці», «За відмінну службу по охороні громадського порядку»;
- Нагрудний знак «Кращому працівникові пожежної охорони»;
- Три пам'ятні медалі пожежної охорони Латвії і Литви.

## Пам'ять

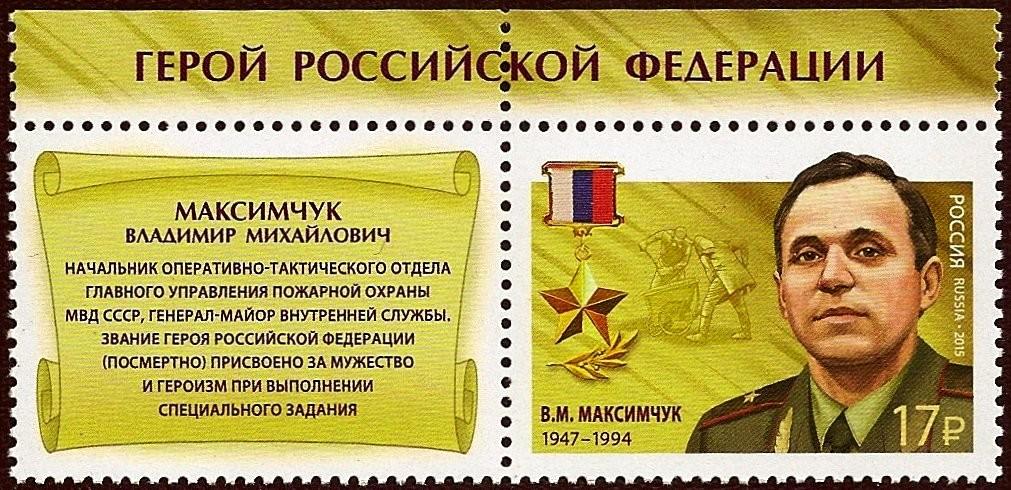
Поштова марка Росії. 2015 р.

- Похований 25 травня 1994 року на Митинському кладовищі поруч з Меморіалом пам'яті жертвам Чорнобиля, ділянка № 162, могила № 1605.
- У Центральному музеї МВС Росії, в Центральному музеї МНС Росії і Центрі пропаганди ГУ МНС Росії по місту Москві відкрито експозиції, присвячені Володимиру Максимчуку.
- Іменем Максимчука названий пожежний корабель в Москві, а також вулиця в Філімонковському поселенні Новомосковського адміністративного округу Москви.
- Ім'я Максимчука носить школа в селі Гізівщина Любарського району Житомирської області. Там же відкрита музейна експозиція, присвячена Герою Росії генералу Володимиру Максимчуку.
- Щорічно в Росії проводяться Міжнародні змагання з пожежно-прикладного спорту на Кубок генерала Максимчука.
- Для слухачів Академії Державної протипожежної служби МНС Росії заснована стипендія імені Максимчука за видатні успіхи в навчанні та науковій діяльності.
- 2-ї спеціалізованої пожежної частини федеральної протипожежної служби по місту Москві при ГУ МНС Росії присвоєно ім'я Героя Росії Володимира Максимчука. Там же відкрита музейна експозиція, присвячена Герою Росії генералу Володимиру Максимчуку.
- У музеї Героїв Радянського Союзу, Росії та повних кавалерів ордена Слави в Москві, в Національному музеї «Чорнобиль» у Києві — експозиції, присвячені Герою Росії Володимиру Максимчуку.
- Ім'я В. М. Максимчука присвоєно Технічному пожежно-рятувальному коледжу № 57 (м. Москва).
- У 2015 році поштою Росії випущено поштову марку з серії «Герой Російської Федерації» із зображенням В.М. Максимчука.